# نیکیتا تاکرال
نیکیتا تاکرال (به انگلیسی: Nikita Thukral) (زاده ۶ ژوئیه ۱۹۸۱) بازیگر هندی است.
از کارهای معروف او می‌توان به بازی در فیلم‌های دان، الکس پاندیان، غرش ببر، ترافیک، ساروجا، چاتراپاتی، بابای باحال و چینتاکایالا راوی اشاره کرد.